# Citgo

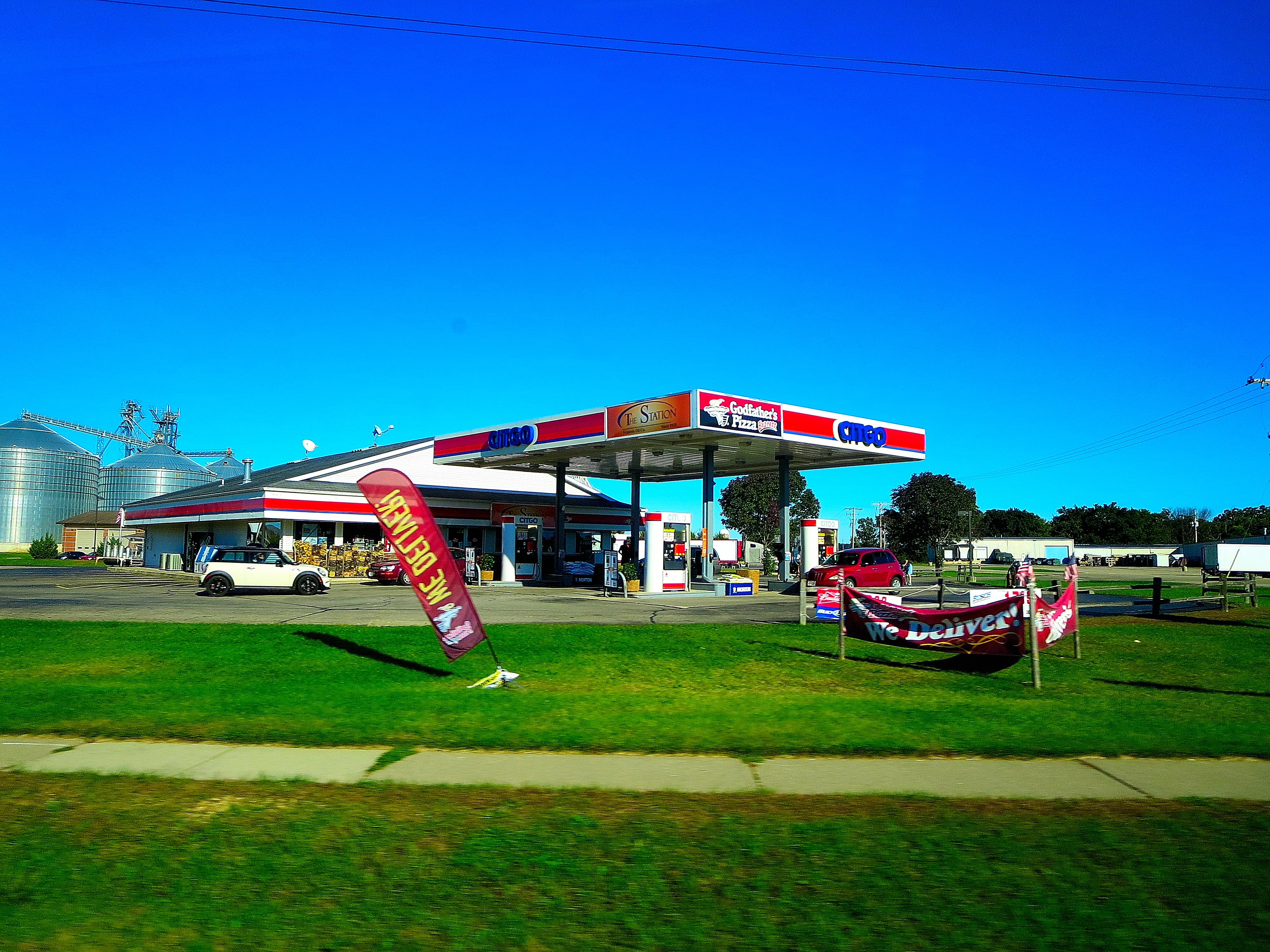
Citgo-Tankstelle in Belleville (Wisconsin)

Citgo ist ein US-amerikanisches Erdölunternehmen mit Sitz in Houston. Es ist eine 100-%-Tochter der staatlichen venezolanischen PDVSA.
Citgo wurde 1910 in Oklahoma gegründet und 1986–1990 in zwei Stufen durch die PDVSA übernommen. Es betreibt Raffinerien in Corpus Christi, Lake Charles und Lemont, IL mit einer Tageskapazität von 730.000 Barrel (116.060 m³), sowie ein Vertriebsnetz mit 6500 selbständigen Tankstellen.

## Belege
1. ↑  CITGO - Home. In: citgo.com. Abgerufen am 30. Januar 2019.
2. ↑  https://www.citgo.com/about/who-we-are/executive-team
3. ↑  CITGO - Vision, Mission & Values. In: citgo.com. Archiviert vom Original (nicht mehr online verfügbar) am 29. Januar 2019; abgerufen am 29. Januar 2019.  Info: Der Archivlink wurde automatisch eingesetzt und noch nicht geprüft. Bitte prüfe Original- und Archivlink gemäß Anleitung und entferne dann diesen Hinweis.
4. ↑  Venezuela: Ob es Maduro gefällt oder nicht – die Machtübergabe ist schon im Gange - WELT. In: welt.de. Abgerufen am 29. Januar 2019.
5. ↑  CITGO - Our Story. In: citgo.com. Archiviert vom Original (nicht mehr online verfügbar) am 17. Mai 2019; abgerufen am 29. Januar 2019.  Info: Der Archivlink wurde automatisch eingesetzt und noch nicht geprüft. Bitte prüfe Original- und Archivlink gemäß Anleitung und entferne dann diesen Hinweis.
6. ↑  CITGO Refining – CITGO Refining. In: citgorefining.com. Abgerufen am 29. Januar 2019.
7. ↑  Citgo: Jahresübersicht der CITGO Performance. In: Citgo.com. CITGo, 2021, abgerufen am 17. Juli 2023 (englisch).
8. ↑  eingeschränkte Vorschau in der Google-Buchsuche
9. ↑  Citgo Petroleum Corporation Company Profile – Key Contacts, Financials & Competitors. In: hoovers.com. Abgerufen am 29. Januar 2019.